# L'amore sublime
L'amore sublime è un singolo del cantautore italiano Renato Zero, pubblicato il 23 ottobre 2020 come secondo estratto dall'album in studio Zero Settanta e il primo ad anticipare la pubblicazione del Volume Due.

## Video musicale
Il videoclip, diretto da Roberto Cenci e girato presso la Casa del cinema di Roma, è stato pubblicato il 30 ottobre 2020 sul canale YouTube del cantautore.

## Tracce
Download digitale
1. L'amore sublime – 4:27